# Geranium albidum
Geranium albidum är en näveväxtart som först beskrevs av Per Axel Rydberg, Lena Lenda Tracy Hanks, Small in Underw. och Britton (eds..  Geranium albidum ingår i släktet nävor, och familjen näveväxter. Inga underarter finns listade i Catalogue of Life.